# 오스트레일리아 왕립 공군
왕립 오스트레일리아 공군(Royal Australian Air Force)은 1921년에 창설되었으며 그 본부는 오스트레일리아 캔버라에 있다.

## 상세
오스트레일리아는 육군, 해군, 공군이 모두 있지만, 유일한 단 하나 해병대가 없으며 아울러 장교 임관에서는 오스트레일리아의 육군 및 해군에는 사관학교가 없고 각각 육군사관후보생과 해군사관후보생 선발로써 장교 임관을 하며, 사관학교가 있는 오스트레일리아 군사 분야는 오스트레일리아 공군이 유일하고 오스트레일리아 공군에서는 공군사관학교 졸업생 양산과 공군사관후보생 선발로써 장교 임관을 한다.

## 조직
오스트레일리아 왕립 공군은 오스트레일리아 전역의 전략적 위치에 기지 네트워크를 구축하고 전투비행단과 수송기 등을 운용하고 있으며 지휘체계는 공군사령부로 일원화 되어 있다. 19개의 비행대는 전투비행대 5개, 해상초계비행대 2개, 수송비행대 6개, 훈련비행대 6개, 공중조기경보통제기 비행대 1개, 합동최종공격통제 비행대 1개로 구성된다. 지상 지원 부대는 원정 전투 지원대 3개, 비행장 방어 경비대 3개 및 기타 다양한 정보, 항공 교통 관제, 통신, 레이더 및 의료 부대가 포함된다.

## 같이 보기

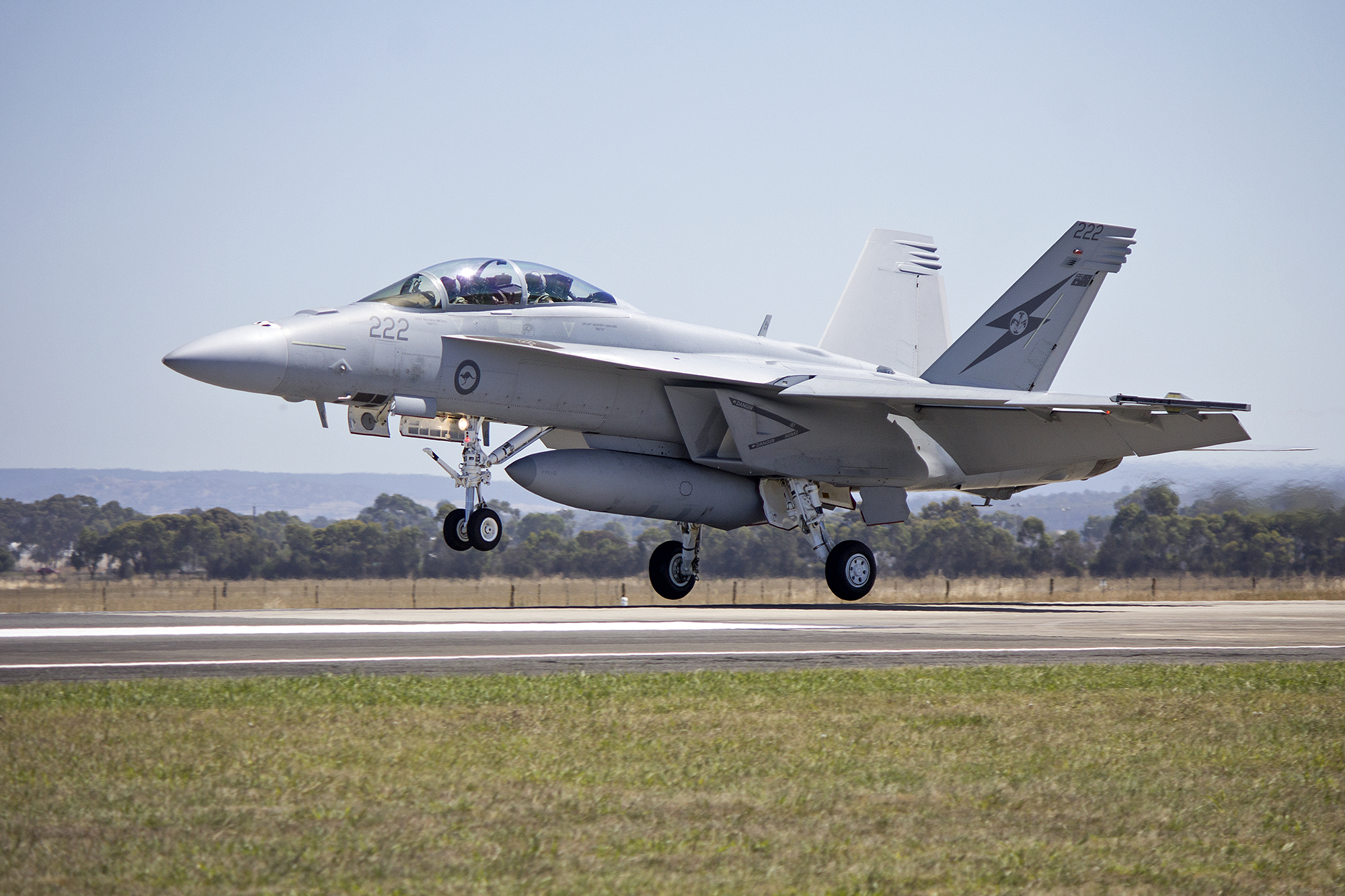
호주 공군이 운용하고 있는 F-18 슈퍼 호넷

- 오스트레일리아 방위군
- 피치 블랙 훈련